# Комелин, Александр Дмитриевич
Алекса́ндр Дми́триевич Коме́лин (10 августа 1920, Рудомётово, Уржумский уезд, Вятская губерния, Российская империя — 18 декабря 1976, Йошкар-Ола, Марийская АССР, РСФСР, СССР) — советский деятель торговли. Председатель правления Марпотребсоюза (1961—1976). Заслуженный работник торговли РСФСР (1970). Кавалер ордена Ленина (1976). Участник Великой Отечественной войны.

## Биография
Родился 10 августа 1920 года в дер. Рудомётово ныне Оршанского района Марий Эл.
В ноябре 1939 года призван в РККА. Участник Великой Отечественной войны: окончил Ленинградское авиационно-техническое училище, командир стрелковой роты, старший лейтенант. Был дважды ранен. После окончания курсов «Выстрел» в 1944 году был комендантом немецкого города Мюльбек. Награждён орденом Красной Звезды.
Вернувшись домой, трудился работником торговли и заготовок в п. Оршанка, с 1953 года — начальник Управления заготовок Министерства сельского хозяйства Марийской АССР, в 1954—1956 годах — управляющий Марийской конторой «Главбакалея». С 1956 года в Марпотребсоюзе: начальник торгового управления, в 1961—1976 годах — председатель правления. В 1964 году заочно окончил Институт советской торговли.
В 1967—1976 годах был депутатом Верховного Совета Марийской АССР VII и VIII созыва.
За вклад в развитие торговли и народного хозяйства в 1970 году ему присвоено звание «Заслуженный работник торговли РСФСР». Также награждён орденами Ленина, Трудового Красного Знамени и «Знак Почёта».
Скончался 18 декабря 1976 года в Йошкар-Оле.

## Звания и награды
- Заслуженный работник торговли РСФСР (1970)[1][2]
- Орден Ленина (1976)[1][2]
- Орден Трудового Красного Знамени (1971)[1][2]
- Орден «Знак Почёта» (1965)[1][2]
- Орден Красной Звезды (30.05.1951)[4]
- Медаль «За победу над Германией в Великой Отечественной войне 1941—1945 гг.» (09.05.1945)[4]
- Медаль «За трудовую доблесть»[1][2]
- Медаль «За доблестный труд. В ознаменование 100-летия со дня рождения Владимира Ильича Ленина»